# James Teit

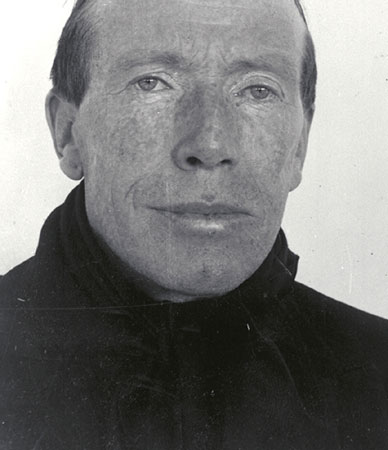
James Teit

James Alexander Teit  (geb. 15. April 1864 in Lerwick, Shetland-Inseln, Schottland; gest. 30. Oktober 1922 in Spences Bridge, British Columbia) war ein britisch-kanadischer Ethnologe, Fotograf und Fremdenführer, der im späten 19. und frühen 20. Jahrhundert zusammen mit Franz Boas (1858–1942) an der Erforschung der First Nations der in British Columbia und im Nordwesten der Vereinigten Staaten beheimateten Salish-Indianer arbeitete, wobei Teits Zugang zu den Binnen-Salish (Interior Salish) die Zusammenarbeit mit dem amerikanischen Anthropologen erleichterte.

## Leben
Teit war von Boas angeheuert worden, um für die Jesup-Expedition Sammlungen und Forschungsarbeiten durchzuführen, deren Ziel es war, die kulturellen, sprachlichen und biologischen Verbindungen zwischen den indigenen Völkern der nördlichen Pazifikregion Amerikas und Asiens zu erforschen.
Teit hatte nach seiner Auswanderung nach Kanada eine  Frau aus dem Volk der Nlaka'pamux geheiratet. Er leitete Expeditionen in ganz British Columbia und leistete zahlreiche Beiträge zur Ethnologie der Eingeborenen.

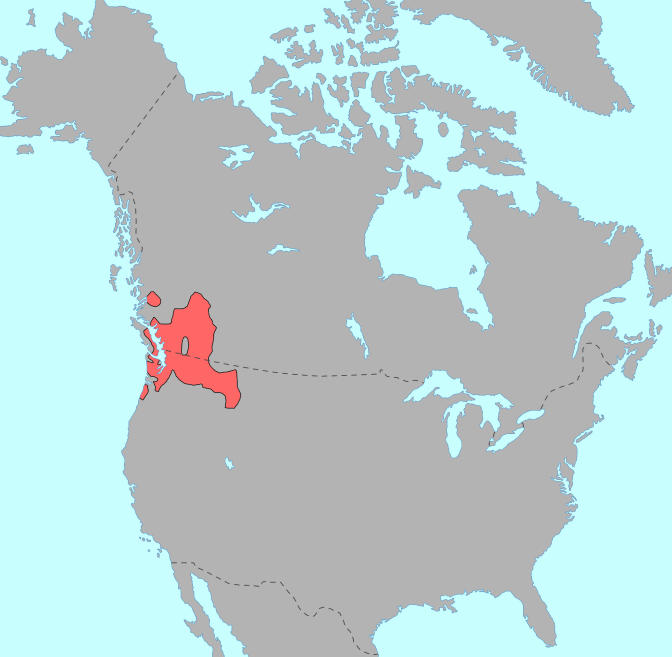
Verbreitung der Salish-Sprachen in British Columbia und im Nordwesten der Vereinigten Staaten

In den Publications der von Franz Boas geplanten und geleiteten Jesup North Pacific Expedition (1897–1902) des American Museum of Natural History erschienen von Teit Beiträge über die Thompson-Indianer, d. h. die Nlaka'pamux in British Columbia (dazu ein Band über deren Mythologie), die Lillooet-Indianer (St'at'imc) und die Shuswap (Secwepemc).
Das von Teit vereinte reichhaltige mythologische Material verschiedener Indianerstämme wird z. B. von Lucien Lévy-Bruhl an verschiedenen Stellen seiner Studie herangezogen.
1911 arbeitete Teit auch mit Edward Sapir vom Geological Survey of Canada zusammen.
In der späteren Zeit seines Lebens setzte sich Teit unermüdlich für die Menschenrechte der Ureinwohner ein, wie Wendy Wickwire in ihrem Buch At the Bridge beschreibt.
Durch seine erste Frau namens Susanna Lucy Antko hatte Teit die Kultur und Sprache des Nlaka'pamux-Volkes kennengelernt. Nach ihrem Tod zog Teit in die kleine Stadt Spences Bridge in British Columbia, wo er Josephine Morens heiratete. Gemeinsam hatten sie sechs Kinder.

## Nationale Würdigung
Die kanadische Bundesregierung ehrte Teit am 24. November 1997 für sein Werk als Ethnograf und erklärte ihn zu einer „Person von nationaler historischer Bedeutung“.

## Publikationen
- James Teit, Franz Boas: The Thompson Indians of British Columbia (= Memoirs of the American Museum of Natural History. The Jesup North Pacific Expedition. II, Pt. IV.). New York, American Museum of Natural History, 1900 (amnh.org [PDF]). AMNH Digital Repository.
- James Teit: The Lillooet Indians. (= Memoirs of the American Museum of Natural History. The Jesup North Pacific Expedition. II, Pt. V.). New York, American Museum of Natural History, 1906 (amnh.org [PDF]). AMNH Digital Repository.
- James Teit: The Shuswap (= Memoirs of the American Museum of Natural History. The Jesup North Pacific Expedition. II, Pt. VII.). New York, American Museum of Natural History, 1909 (amnh.org [PDF]). AMNH Digital Repository.
- James Teit: Mythology of the Thompson Indians (= Memoirs of the American Museum of Natural History. The Jesup North Pacific Expedition. VIII, Pt. II.). New York, American Museum of Natural History, 1912 (amnh.org [PDF]). AMNH Digital Repository.
- James A. Teit: On Tahltan (Athabaskan) Work, 1912. In: Summary Report of the Geological Survey of Canada 1912. Department of Mines, Ottawa 1914, S. 484–487 (ftp.maps.canada.ca) doi:10.4095/312433
- Franz Boas, James Alexander Teit, Livingston Farrand, Marian K Gould, Herbert Joseph Spinden: Folktales of Salishan and Sahaptin tribes. (= Memoirs of the American Folk-lore Society. 11). American Folk-Lore Society, Lancaster, Pa.; G. E. Stechert & Co., New York 1917.
- H. K. Haeberlin, James A. Teit, Helen H. Roberts, Franz Boas: Coiled Basketry in British Columbia and Surrounding Region. In: Forty-first Annual Report of the Bureau of American Ethnology, 1927–1928. Vol. 41, Smithsonian Bureau of American Ethnology, Washington D.C. 1930, S. 441–522. (archive.org)
- James A. Teit: Ethnobotany of the Thompson Indians, British Columbia. In: Forty-fifth Annual Report of the Bureau of American Ethnology, 1927–1928. Vol. 45, Smithsonian Bureau of American Ethnology, Washington D.C. 1930, S. 441–522. (archive.org)
- James A. Teit: The Salishan Tribes of the Western Plateaus. In: Forty-fifth Annual Report of the Bureau of American Ethnology, 1927–1928. Vol. 45,  Smithsonian Bureau of American Ethnology, Washington D.C. 1930, S. 23–396. (archive.org)
- James A. Teit: Tattooing and Face and Body Painting of the Thompson Indians, British Columbia. In: Forty-fifth Annual Report of the Bureau of American Ethnology, 1927–1928. Vol. 45, Smithsonian Bureau of American Ethnology, Washington D.C. 1930, S. 397–439. (archive.org)